# Welt ohne Sonne
Welt ohne Sonne ist ein französisch-italienischer Dokumentarfilm aus dem Jahr 1964. Der Film zählt heute zu den bedeutendsten Beiträgen des Unterwasserfilms.

## Handlung
Der französische Meeresforscher Jacques-Yves Cousteau berichtet über das Experiment Continental Shelf Station Two (kurz: Conshelf Two). Im Roten Meer vor Sudan leben neun Forscher, unter ihnen auch Cousteau, in zehn Metern Tiefe in einem speziellen Konstrukt auf dem Meeresboden. 30 Tage lang sollen die Männer dort leben und arbeiten. Neben der an einen Seestern erinnernden Konstruktion steht den Männern ein spezieller Hangar zur Verfügung. Hier stehen ein kleines 2-Mann-U-Boot und eine kleine Tiefseeglocke, ebenfalls für zwei Mann ausgelegt, für Arbeiten in 30 Meter Tiefe zur Verfügung.
Der Film dokumentiert die Dimension des Experiments, angefangen mit der Versorgung der Männer mit Sauerstoff, Wasser, Nahrung und Energie durch ein großes Team an der Oberfläche an Bord des Schiffes Calypso. Die Männer am Meeresboden führen verschiedene Experimente durch, spielen Unterwasserschach und tauchen mit dem Klein-U-Boot bis in 300 Meter Tiefe.

## Rezeption
Das Lexikon des internationalen Films lobte die Bilder, die in bestechenden Farben Kenntnisse über den „Zweiten Weltraum“ vermitteln und das Staunen über die Schönheit der Schöpfung lehren.
Bosley Crowther von der New York Times zeigte sich besonders von den großartigen Leistungen der Unterwasserfotografie in dem schönen Farbfilm begeistert. Allerdings hinterfragt er auch die Authentizität der Aufnahmen, insbesondere die Aufnahmen der Tauchfahrten des U-Bootes.
Voll des Lobes zeigt sich auch der Evangelische Film-Beobachter: „Ein Werk von bestechender Schönheit und allen zu empfehlen.“
Heute wird Welt ohne Sonne gemeinsam mit Cousteaus Die schweigende Welt (1956) und den Arbeiten von Hans Hass (Menschen unter Haien, 1947; Abenteuer im Roten Meer, 1951) zu den bedeutendsten Beiträgen des Unterwasserfilms gezählt.

## Auszeichnungen
1964 wurde der Film als bester fremdsprachiger Film mit dem NBR Award des National Board of Review ausgezeichnet.
1965 gewann er den Oscar als bester Dokumentarfilm.

## Hintergrund
Die Premiere fand im September 1964 in Paris statt. In Deutschland erschien der Film am 30. Oktober 1964 in den Kinos.